# Langues luyia
Pour les articles homonymes, voir Luyia.
Le luyia (ou luhya) constitue un groupe de langues bantoues parlées par les populations luyia à l'ouest du Kenya.
SIL International distingue les langues suivantes :
- lubukusu[1]
- luidakho-luisukha-lutirichi[2]
- lukabaras[3]
- lulogooli[4]
- lutachoni[5]
- nyala[6]
- olukhayo[7]
- olumarachi[8]
- olumarama[9]
- olunyole[10]
- olushisa[11]
- olutsotso[12]
- oluwanga[13]
- saamia[14].